# روجر ميلر (لاعب كريكت بريطاني)
روجر ميلر (23 أكتوبر 1972 في المملكة المتحدة - ) (بالإنجليزية: Roger Miller)‏ هو لاعب كريكت بريطاني. لعب مع Hampshire Cricket Board ‏.